# Sorbothane
Sorbothane® és el nom comercial d'un polímer de poliuretà viscoelàstic sintètic usat com un amortidor i reductor de vibracions. És fabricat per Sorbothane Inc, amb seu a Ohio, Estats Units.

## Història
El Sorbothane® va ser inventat i patentat el 1982 pel Dr. Maurice Hiles, un inventor britànic, barrejant poliol i isocianat. La seva investigació de les propietats de dissipació d'energia dels teixits tous humans va revelar una estructura molt similar a una xarxa polimèrica de interpenetració. Això va portar a la seva síntesi de la primera xarxa de interpenetració simultània comercial, la qual va anomenar com Sorbothane®.
El Dr. Hiles va escriure en el seu patent: “El polímer sòlid resultant es comporta com un quasi líquid, sent molt fàcil de deformar per una força aplicada i amb una lenta recuperació, tot i que en absència d'una força ocupa una forma i volum definits".

## Propietats
El material combina algunes de les propietats del cautxú, la silicona, i altres polímers elàstics. Es considera que és un material amb un bon amortiment de les vibracions, un aïllant acústic, i molt durador. Una inusualment alta quantitat de l'energia d'un objecte llençat sobre Sorbothane® és absorbida. La sensació i qualitats d'amortiment de Sorbothane® han estat comparats amb els de la carn.

## Aplicacions
El Sorbothane® té moltes aplicacions industrials, des de protecció acústica fins als muntatges de maquinària. S'utilitza en ordinadors silenciosos rodejant al disc dur i altres components sorollosos, i per aïllar els subwoofers dels altaveus. Ha estat utilitzat per la NASA per aïllar les vibracions en els transbordadors. S'utilitza en plantilles plantars per absorbir els impactes durant activitats esportives, i és un producte eficaç per ajudar a alleujar els símptomes de la fasciïtis plantar. També s'utilitza en els coixinets d'entrada d'armes de foc.